# Federazione di rugby a 15 di Trinidad e Tobago
La Federazione Rugby XV di Trinidad e Tobago (in inglese Trinidad and Tobago Rugby Football Union) è l'organo che governa il rugby a 15 a Trinidad e Tobago.
Affiliata al World Rugby, è inclusa fra le nazionali di terzo livello senza esperienze di Coppa del Mondo.
A livello continentale la sua confederazione è Rugby Americas North.